# HMS Exeter (68)
HMS Exeter foi um cruzador pesado da Marinha Real Britânica lançado ao mar em 1929, que atuou durante a Segunda Guerra Mundial e foi afundado em combate no Oceano Pacífico em 1942.

## Segunda Guerra Mundial
Ao se iniciar a guerra, em setembro de 1939, o Exeter foi engajado na divisão de cruzadores para patrulha da costa da América do Sul, junto com os cruzadores HMS Ajax, HMS Cumberland e HMS Achilles. Participou junto com eles da primeira grande batalha naval da guerra, em dezembro de 1939, com o combate e perseguição ao cruzador pesado alemão Admiral Graf Spee, nas costas da Argentina, obrigado a se refugiar no porto neutro de Montevidéu e depois afundado por sua tripulação. No combate, o Exeter foi atingido diversas vezes, perdendo 61 tripulantes e sendo obrigado a abandonar a luta e ancorar nas Ilhas Malvinas para reparos de emergência.
Após longo período de reparos completos na Inglaterra, o Exeter voltou à ativa na frota em 1941, atuando na proteção de comboios da marinha mercante no Atlântico Norte e no Oriente Médio, sendo depois transferido para o Extremo Oriente.

## Guerra no Pacífico

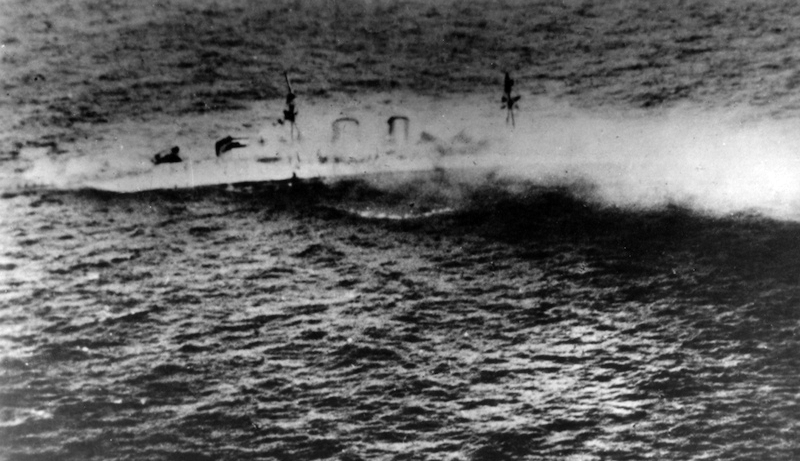
HMS Exeter adernado após ter sido atingido por torpedos e fogo de artilharia durante a Batalha do Mar de Java.

Com a entrada do Japão na guerra e o início dos conflitos no Pacífico, o Exeter passou a integrar o ABDACOM, a esquadra conjunta aliada formada para defender as Índias Orientais da invasão japonesa.
Em 27 de fevereiro de 1942, o cruzador foi atingido durante a Batalha do Mar de Java por um impacto direto que avariou o seu sistema de caldeiras, recebendo ordens de se afastar do combate e se dirigir a um porto em Java, foi escoltado pelo contratorpedeiro HMS Encounter (H10) da Marinha Real e o USS Pope (DD-225) da Marinha dos Estados Unidos . Quando tentavam cruzar o Estreito de Sonda, foram interceptados por nove navios japoneses, e na batalha que se seguiu a sua escolta foi afundada e o navio foi atingido por torpedos e fogo de artilharia. 
O navio começou a fazer água e adernar, afundando ao meio dia de 1 de março. Seu capitão, Oliver Loudon Gordon, e cerca de oitocentos marinheiros de sua tripulação e da escolta de contratorpedeiros afundada foram feitos prisioneiros de guerra pelos japoneses.
Os restos no naufrágio de HMS Exeter foram localizados em 2008, a uma profundidade de 60 m, a cerca 60 km do local do afundamento, e a uma distância de 140 km da ilha indonésia de Bawean.